# Хаст, Мийкка
Мийкка Хаст (фин. Miikka Hast; 18 мая 1981, Вааса, Финляндия) — финский сноубордист, выступающий в дисциплинах биг-эйр и хафпайп.
- Многократный призёр этапов Кубка мира (всего — 5 подиумов);
- Призёр этапов Кубка Европы (всего — 1 подиум).

## Спортивная карьера

### Места в Кубке мира
- 2005/2006 — 52 место
- 2006/2007 — 93 место
- 2007/2008 — 322 место